# Tímár István (labdarúgó)
Timár István (Battonya, 1953. május 1. – Battonya, 2002) labdarúgó, csatár.

## Pályafutása
A Vasas csapatában mutatkozott az élvonalban 1975. szeptember 27-én a Salgótarján ellen, ahol csapata 3–1-re kikapott. Tagja volt az 1976–77-es idény bajnokcsapatának. 1977 és 1983 között a Debreceni MVSC együttesében szerepelt. Az 1978/79-es bajnokságban csapata legjobbja volt, 14 gólt lőtt. Kovács Ferenc vezető edző sokat játszatta jobbhátvédként, ahol gyorsaságának köszönhetően rendszerint megelőzte a csatárt és elvitte a labdát, amiért a debreceni közönség hatalmas tapssal jutalmazta. Utolsó élvonalbeli mérkőzésen a Pécsi MSC együttesét 3–2-re legyőzte csapata. Ezen a mérkőzésen nem rúgott gólt.
Debrecenben kötött házasságot, 1979. december 22-én, Gergely Máriával. A házasságból két lánya született, Éva (1980) és Mariann(1983)

## Sikerei, díjai
- Magyar bajnokság
  - bajnok: 1976–77